# Baby Lloyd Stallworth
Lloyd Eugene Stallworth, também conhecido como "Baby Lloyd" (15 de abril de 1941 – 27 de outubro de 2002), foi um cantor americano além de dançarino, compositor, músico e coreógrafo.
Foi membro do grupo vocal de R&B, The Famous Flames, que lançaram inúmeros sucessos pela King Records de 1958 até  1967. Stallworth foi postumamente induzido ao Rock and Roll Hall of Fame em 2012 como membro dos The Famous Flames.

## Biografia
Stallworth nasceu em Fort Lauderdale, Flórida em 1941. Em 1957, foi empregado por James Brown como seu motorista. a mãe de Stallworth afirma ter arranjado o trabalho para manter seu filho 'longe de problemas'.

### The Famous Flames
Em 1957, quando Stallworth tinha dezesseis anos, o grupo James Brown and the Famous Flames estava se desfazendo; Bobby Byrd (fundador),  Sylvester Keels, NaFloyd Scott, Nash Knox e Johnny Terry abandonaram o grupo pois os empresários Clint Brantley e Ben Bart, deram à James Brown um faturamento superior aos outros membros. Nos meses seguintes, diversos membros vieram e se foram incluindo Willie Johnson, Big Bill Hollings, J. W. Archer e Louis Madison. Estes, após deixarem o grupo, se dirigiram à São Francisco onde formaram o grupo The Fabulous Flames. Membros deste Famous Flames interino afirmaram que deixaram o grupo pois Brown se recusou à pagá-los. Brown disse que eles foram convidados a sair devido ao uso de álcool e drogas durante as turnês. Nesta época, com a saída do líder e fundador do grupo, Bobby Byrd, Brown tinha tomado o completo controle dos The Famous Flames. Em 1958, Stallworth foi recrutado como substituto. Foi apelidado de Baby Lloyd pois era o membro mais jovem do grupo. Bobby Bennett, juntamente com os membros originais Bobby Byrd e Johnny Terry também voltaram e com James Brown se tornaram o permanente Famous Flames.

### Apresentações
Stallworth cantou com o grupo em diversos sucessos incluindo "Bewildered", "Good Good Lovin'", "This Old Heart", "I Don't Mind",  "Think", "I'll Go Crazy", "Three Hearts in a Tangle" e "Oh Baby Don't You Weep" e foi co-autor do sucesso de Brown em 1961, "Lost Someone". Gravou diversos álbuns com o grupo, incluindo "Live at The Apollo" (1963). Foi apenas com o lançamento deste álbum em CD que os The Famous Flames foram creditados por seu trabalho no álbum. Outros álbuns incluem Pure Dynamite! Live at the Royal, Think!, Showtime e Live at the Garden. Stallworth se apresentava de maneira solo nos shows de Brown no ato de abertura e gravou algumas canções solo produzidas por Brown.
Como artista solo, Stallworth lançou apenas alguns singles: "I Need You" para a Dade/Atco Records (1960) e "There's Something on Your Mind" para a Loma Records (1965). Também gravou para a pequena gravadora de Hollywood "Wolfie", com o título de "I Refuse To Cry" (W-101) (1963) e fez uma aparição no álbum ao vivo da Smash Records, Presenting...The James Brown Show (SRS-67087-1967) onde ele, junto com diversos artistas da James Brown Revue, incluindo Vicki Anderson, cantou duas canções. Uma delas foi "(I Can't Get No) Satisfaction".
Stallworth apareceu com James Brown e os The Famous Flames no filme-concerto da American International Pictures de 1964 T.A.M.I. Show,  gravado ao vivo no Santa Monica Civic Auditorium, onde se apresentaram antes dos The Rolling Stones. Apareceu com todo o restante do grupo também no filme de Frankie Avalon, Ski Party (1965), e no programa de TV The Ed Sullivan Show da CBS em 1966.
Em 1966, James Brown fez duas participações no The Ed Sullivan Show, ambas com os Famous Flames. Stallworth estava com o grupo na primeira aparição (1º de maio de 1966), mas saiu do grupo antes da segunda participação (30 de outubro de 1966). Apenas Brown tinha renda ou pagamento (os outros membros do grupo tinham salário) e isto causou discórdia no grupo. Em 2012, em entrevista publicada pela revista Goldmine, Bobby Bennett disse:
"Ed Sullivan não podia acreditar no que estava vendo, mas nunca fomos pagos... James Brown levou todo o dinheiro."
e
"Cada vez que um dos Flames abandonava o grupo, era por conta de dinheiro. (Brown) não queria pagar o dinheiro que nos era devido. Foi um inferno contra nós, cara. (A família de Brown), agora briga pelo dinheiro (dos Flames). Temos dinheiro por aí e não conseguimos recebê-lo. Nos devem tanto dinheiro, não é engraçado."
e
"Nunca fomos pagos por aquele filme (Ski Party), e filmávamos todo dia".
Em 1968, Byrd e Bennett também deixaram o grupo, efetivamente fazendo o fim dos Famous Flames. Byrd voltou por um tempo, então saiu novamente permanentemente em 1973. A carreira de Brown continuou com muito sucesso dentro do gênero funk.
Em 2012, na véspera da indução do grupo ao Rock and Roll Hall of Fame, Bobby Bennett, o último membro vivo do grupo, disse em uma entrevista ao jornal The Cleveland Plain Dealer,
"Cada vez que um dos Flames saía, era por causa de dinheiro. James queria todo o dinheiro para si, e nós queríamos nosso dinheiro".

## Processo
Em 2002, os membros dos Flames Stallworth, Bobby Byrd e Bobby Bennett, junto com o membro da banda Fred Wesley, contratou Richard Yellen, um advogado, para iniciar um processo legal contra James Brown por alegado não pagamento de royalties. A ação judicial foi arquivada na Suprema Corte do Estado de Nova Iorque em 31 de outubro de 2002 e então na corte federal de Manhattan. Baby Lloyd e Bobby Bennett solicitaram $7 milhões, Byrd $5 milhões (e $2 milhões para sua esposa, a cantora Vicki (Anderson) Byrd) por royalties dos anos 1960 até os anos 1970. O processo foi indeferido porque o prazo de prescrição havia expirado.

## Controvérsia no Rock and Roll Hall of Fame
Em 1986, James Brown foi induzido como um dos primeiros membros do Rock and Roll Hall of Fame sem os The Famous Flames. Isto conduziu à uma duradoura controvérsia nos vinte e sete anos seguintes.
Em 2011, onze anos após a morte de Stallworth, cinco anos após a morte de Bobby Byrd e sete anos após a morte de John Terry, Terry Stewart, o chefe executivo do Rock and Roll Hall of Fame, formaram um comitê para considerar as bandas e grupos que eram elegíveis para a indução, mas foram deixados de fora pelo impacto que seus vocalistas principais. Quanto à omissão dos Flames quando Brown foi induzido sozinho em 1986, Stewart disse:
"Não houve intensão legislativa quando (os Famous Flames) não foram incluídos; de alguma maneira, eles simplesmente foram esquecidos."
Os The Famous Flames (Byrd, Bennett, Terry e  Stallworth) receberam sua indução em 14 de abril de 2012. Bennett, que morreu no ano seguinte,  (18 de janeiro de 2013), como o único membro vivo do grupo, aceitou a indução em nomes dos The Famous Flames. Ao mesmo tempo, os The Midnighters (Hank Ballard), The Comets (Bill Haley), The Crickets (Buddy Holly), The Blue Caps (Gene Vincent) e The Miracles (Smokey Robinson), receberam suas induções. O líder dos Miracles, Smokey Robinson, que apresentou todos os seis grupos, incluindo o próprio Miracles, disse:
"Estas pessoas não ficabam atrás de vocês. Eles estavam comh vocês." "Estes não eram grupos de apoio. Estes são os grupos."
and;
""Se James Brown foi o "Hardest Working Man in Show Business" (Homem mais trabalhador no mundo dos negócios), os Famous Flames foram o 'grupo' mais trabalhador"."

## Legado
A King Records, nunca colocou os The Famous Flames em nenhuma capa de álbum (apenas Brown aparecia) Isto limitou seu futuro potencial de mercado. Por um curto tempo, após deixar os The Famous Flames, Stallworth foi membro da equipe de James Brown. Stallworth morreu em 2002, aos 61 anos de idade, de complicações do diabetes. Algumas fontes reportam como 2001 o ano de sua morte).
O coreógrafo Codie Wiggins interpretou "Baby Lloyd" Stallworth (em um papel não creditado) no filme biográfico de James Brown "Get on Up" lançado em 2014 nos EUA em 1º de agosto de 2014.